# 자코모 로시 스튜어트

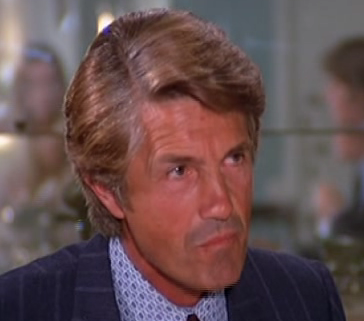

자코모 로시 스튜어트(Giacomo Rossi Stuart, 1925년 8월 25일 ~ 1994년 10월 20일)는 이탈리아의 영화배우이다.
토디에서 태어났으며 로마에서 사망하였다.

## 영화
- 7인의 미녀 (1979년)
- 워 오브 더 로보츠 (1978년)
- 엠마뉴엘 인 방콕 (1976년)
- 아랑 드롱의 조로 (1975년)
- 상류 사회 (1974년)
- 내 이름은 상하이 조 (1972년)
- 에블린이 무덤에서 나온 밤 (1971년)
- 17인의 사자들 (1970년)
- 악령의 성 (1970년)
- 체 게바라 (1968년)
- 워 비트윈 더 플래닛 (1966년)
- 블레이드스톰 (1966년)
- 킬, 베이비... 킬! (1966년)
- 더 리벤지 오브 스파르타쿠스 (1964년)
- 지상 최후의 사나이 (1964년)
- 조로와 삼총사 (1963년)
- 소돔과 고모라 (1962년)
- 로마의 노예 (1961년)
- 다섯 낙인의 여자 (1960년)
- 칼티키 - 불멸의 몬스터 (1959년)
- 무기여 잘 있거라 (1957년)